# 郭璽 (政治人物)
郭璽（1958年8月31日—），中華民國海軍前軍官、政治人物。曾擔任海軍總司令部武器系統獲得管理室（武獲室）中校參謀、國防部軍事採購局第五十四處上校處長、海軍海昌計劃無給職建造顧問等。2022年10月16日他成立台灣麻將最大黨並擔任黨主席，並投入2024年中華民國立法委員選舉，選區為高雄市第三選舉區，但未當選。

## 從軍生涯
郭璽在海軍軍官學校六十九年班畢業後，由於體質上的障礙而容易暈船，不適合上軍艦，於是轉攻國防科技，考取公費留學，赴美國伊利諾州的西北大學攻讀IE工業工程系，為了趕快回國陪伴母親，他日夜苦讀，前後只用三年半時間就完成碩、博士學業，其中還以外國人身分創下兩年半拿到博士學位的校史最快紀錄，回國後海軍總司令部特別頒發一枚海績獎章給他。
郭璽原來在新成立的國防部軍事採購局被看好有望升任至少將，但1993年12月9日爆發的尹清楓命案讓他的軍旅生涯一夕變天，遭臺灣高等檢察署臺北地方檢察署依殺人罪偵察30年，被中華民國國軍列為軍中的黑名單，他發現自己翻不了身後於1997年以上校軍階黯然的去辦理退役。2020年檢方認為他與鄭春菊罪嫌不足，最終兩人獲不起訴處分。

## 退役後
退役後郭璽靠著留美返國後考取的期貨及證券營業員執照投入證券市場，前後在金融界待了長達10年的時間，從基層慢慢做到證券公司總經理，但後來公司一知道他的背景就將他無預警解雇，他一氣之下自行創業，在中華人民共和國販售生命探測器，因此認識了不少與造艦領域相關的國外廠商。
2016年黃曙光擔任中華民國海軍司令時海軍提出12項造艦計劃，建立「合法非正式」的軍火採購制度，聘郭璽為無給職建造顧問，在檯面下為海昌計劃擔任幕後牽線工作。

## 政治生涯

### 成立政黨
郭璽退役後沉迷打麻將、開設麻將館。2022年10月，郭璽後來成立台灣麻將最大黨

## 榮譽

### 中華民國勳章獎章
- 忠勤勳章
- 干城甲種二等獎章
- 海光獎章
- 海勳獎章
- 海績獎章
- 海風獎章

## 外部連結
- 郭璽的Facebook專頁